# There Was Jesus
« There Was Jesus » es una canción escrita por el músico de rock cristiano Zach Williams , Jonathan Smith y el compositor de música country Casey Beathard. Un dueto de Williams con la leyenda del country Dolly Parton, se lanzó el 3 de octubre de 2019 como el segundo sencillo de su álbum, Rescue Story. 
La canción ganó un premio Grammy a la Mejor Interpretación/Canción de Música Cristiana Contemporánea en los Premios Grammy de 2021. «There Was Jesus» recibió nominaciones a la Canción del Año y a la Canción Pop/Contemporánea Grabada del Año en los Premios GMA Dove de 2021.

## Fondo
Williams escribió "There Was Jesus" con Casey Beathard y Jonathan Smith, quienes también produjeron la canción. Sobre la inspiración de la canción, Williams dijo que trata sobre "recordar 20 años atrás, cuando no tenía ni idea de que Dios estaba presente, que incluso me acompañaba en las dificultades de mi vida. Ahora puedo ver que Él estaba en todo lo que hacía". Dijo que, en cuanto terminaron de escribir la canción, supo que quería ver si Parton consideraría grabarla con él. El equipo de Williams contactó al representante de Parton. Cuando Parton escuchó la canción, le encantó. Se hicieron arreglos para que el dúo se reuniera en el estudio unas semanas después para grabarla. En un comunicado de prensa, Williams recordó: «Fue un momento realmente genial tener el privilegio de grabar una canción con Dolly Parton. Trabajar con Dolly fue un verdadero honor. Tiene una manera de hacerte sentir como si fueras la única persona en la sala. Es tan sensata y genuina, y estoy deseando que la gente escuche eso en la canción».

## En vivo
Williams y Parton interpretaron la canción en vivo por primera vez en la 53.ª edición anual de los premios CMA el 13 de noviembre de 2019.

## Reconocimientos
| Año  | Organización           | Premio                                                         | Resultado | Ref.  |
| ---- | ---------------------- | -------------------------------------------------------------- | --------- | ----- |
| 2021 | Premios Grammy         | Mejor interpretación/canción de música cristiana contemporánea | Ganadora  | [ 3 ] |
| 2021 | Billboard Music Awards | Mejor Canción Cristiana                                        | Nominada  | [ 4 ] |
| 2021 | GMA Dove Awards        | Canción del Año                                                | Nominada  | [ 5 ] |
| 2021 | GMA Dove Awards        | Pop/Contemporáneo/Grabación del año                            | Nominada  | [ 5 ] |